# سیارک ۶۳۰۸
سیارک ۶۳۰۸ (به انگلیسی: 6308 Ebisuzaki، نامگذاری:1990BK) شش هزار و سیصد و هشتمین سیارک کشف شده‌است که در ۱۷ ژانویه ۱۹۹۰ کشف شد.